# لایل استوارت
لایل استوارت (به انگلیسی: Lyle Stuart) (نام در زمان تولد: لایونل سیمون (به انگلیسی: Lionel Simon)) زاده ۱۱ اوت ۱۹۹۲، نویسنده و ناشر مستقل آمریکایی بود که کتاب‌هایی که به عقیده ناشرهای دیگر بحث‌برانگیز بودند را به چاپ می‌رساند. او قبل از اینکه شرکت انتشاراتی خود به نام لایل استوارت اینکورپوریتد را باز کند سال‌ها به عنوان خبرنگار فعالیت می‌کرد.
استوارت مالک سابق هتل و کازینوی علاءالدین در لاس وگاس بود، همچنین یکی از مرجع‌های قمار بود که به کازینوها توصیه می‌کرد چگونه از خود در برابر تقلب و ضرر و زیان محافظت کنند. او دایره وسیعی از دوستان داشت که آزادانه به یک زندگی جنسی پر جنب و جوش اعتراف می‌کردند. او عاشق قمار بود، باکارات و کراپ بازی‌های مورد علاقه او بودند. پرفروش‌ترین کتاب‌های قمار او عبارت بودند از قمار کازینو برای برندگان، برنده شدن در قمار کازینو و لایل استوارت در باکارات. او در کتاب قمار کازینو برای برندگان اظهار داشت که در ده بازدید متوالی از لاس وگاس ۱۶۶٬۵۰۵ دلار برنده شده‌است.

## شغل

### نزاع با والتر وینچل
استوارت ابتدا با در اختیار داشتن ستون نویس روزنامه قدرتمند والتر وینچل در مجموعه ای از مقالات مجله کوبنده، که به صورت کتاب در سال ۱۹۵۳ جمع‌آوری شده بود، شهرت ملی پیدا کرد. پس از خدمت در نیروی دریایی بازرگانی ایالات متحده و فرماندهی حمل و نقل هوایی در جنگ جهانی دوم، او کار کرد برای سرویس بین‌المللی اخبار ویلیام راندولف هرست، ورایتی، تجارت موسیقی و پیشاهنگ RTW.
در سال ۱۹۵۱، او یک روزنامه ماهانه با عنوان Exposé (نامی که بعداً به ایندیپندنت تغییر کرد) راه اندازی کرد که برای انتشار آن داستانها و مقالاتی طراحی شده بود که دیگران جرأت انتشار آنها را نداشتند زیرا ممکن بود مشترکان یا تبلیغ کنندگان را آزرده کنند. مشارکت کنندگان شامل آپتون سینکلر، نورمن میلر، جورج سلدز، تد او. تاکری و جان اشتاین بک بودند.

### ای سی کامیکس
در اوایل دهه ۱۹۵۰، او مدیر کسب و کار خط EC Comics بود که توسط بیل گینز، دوست صمیمی منتشر شد.
در سال ۱۹۵۶، با ۸۰۰۰ دلار از مبالغی که از اقدامات افترا علیه والتر وینچل، Confidential , ABC-TV و Editor & Publisher جمع‌آوری کرد، شرکت انتشاراتی خود، Lyle Stuart, Inc. را تأسیس کرد، که همان‌طور که در زیر ذکر شد، بعداً Kensington Books مالکیت به دست آورد

### شرکت لایل استوارت
شرکت انتشاراتی که استوارت بیشتر برای آن شناخته می‌شد، Lyle Stuart, Inc. ، در سال ۱۹۵۵ با درآمد حاصل از حل و فصل دعاوی تأسیس شد. این شهر به دلیل انتشار کتابهایی مانند زن حساس مشهور بود.
این شرکت در سال ۱۹۸۸ به توسعه دهنده Steven Schragis، که انتشار Carol را راه اندازی کرد، فروخته شد. در سال ۲۰۰۰، انتشارات کارول اعلام ورشکستگی کرد و خود به شرکت انتشاراتی کنزینگتون فروخته شد.

### باریکید بوکس
در سال ۱۹۹۷ ، انتشارات استوارت Barricade Books کتاب خاطرات ترنر را دوباره منتشر کرد، رمانی که تصور می‌شود الهام بخش بمباران ساختمان مورا توسط تیموتی مک وی بوده‌است. او طرفدار قوی آزادی مطبوعات بود و معتقد بود که برای مردم مهم است که بتوانند بخوانند و تصمیم خود را بگیرند. (در مقدمه ای که برای تجدید چاپ دفترچه خاطرات ترنر نوشت، او روشن کرد که چقدر با دیدگاه بیان شده در کتاب مخالف است)
همچنین در دهه ۱۹۹۰، استیو وین، مغول کازینو از استوارت به دلیل نسخه کاتالوگ شکایت کرد. در نسخه Running Scared، زندگینامه وین، به گزارشی از نیو اسکاتلند یارد اشاره شده بود که سرمایه‌دار لاس وگاس را به خانواده جنایتکار جنووسی پیوند داد. (این کتاب برخی از یافته‌های گزارش را رد کرد) استوارت پرونده افترا را از دست داد و به پرداخت سه میلیون دلار به عنوان افترا محکوم شد و او را مجبور به ورشکستگی کرد. این حکم پس از تجدیدنظر در دادگاه عالی نوادا در سال ۲۰۰۱ لغو شد و برای محاکمه مجدد ارسال شد، که وین تصمیم گرفت آن را ادامه ندهد.

## زندگی شخصی
استوارت در ۱۱ آگوست سال ۱۹۲۲ در منهتن به دنیا آمد. زن اول استوارت، مری لوییس استوارت در سال ۱۹۶۹، از دنیا رفت. آنها والدین نوازنده معروف گیتار در سبک جز به نام روری استوارت هستند. بعداً در سال ۱۹۸۲ استوارت با کارول لیوینگستون استوارت ازدواج کرد و تا آخر زندگی اش با او بود.
استوارت در سال آخر زندگی اش در فورت لی، نیوجرسی اقامت داشت. او در ۲۴ جوئن سال ۲۰۰۶، بر اثر یک حمله قلبی در بیمارستان انگلوود، نیوجرسی و در سن ۸۳ سالگی از دنیا رفت.

## فهرست کتاب‌ها
- خدا کراوات آبی می‌پوشد (۱۹۵۰)
- درون وسترن یونیون (۱۹۵۰)
- زندگی مخفی والتر وینچل (۱۹۵۳)
- درون اف‌بی‌آی (۱۹۶۷)
- ثروتمندان و فوق ثروتمندان (۱۹۶۸)
- آن غریبه برهنه آمد (۱۹۶۹)
- زن حساس (۱۹۶۹)
- کتاب آشپزی آنارشیست (۱۹۷۰)
- مرد حساس (۱۹۷۱)
- دنیای دیوانهٔ ویلیام ام. گینز (۱۹۷۲)، کتابخانه کنگره شماره ۷۲–۹۱۷۸
- جکی اوه! (۱۹۷۸)
- قمار کازینو برای برندگان (۱۹۷۸)، شابک ‎۹۷۸-۰-۸۱۸۴-۰۲۶۷-۸
- قتل روسپی: مردم در مقابل ریچارد کوتینگهام (۱۹۸۳)
- (۱۹۸۴) عصر دو پوینت: از پشت پرده نایلون
- ال. رون هوبارد: مسیح یا دیوانه؟ (۱۹۸۷)
- لباس سیاه، عدالت سفید (۱۹۸۷)، شابک ‎۰-۸۱۸۴-۰۴۲۲-۱
- برنده شدن در قمار کازینو (۱۹۹۴)، شابک ‎۹۷۸-۱-۵۶۹۸۰-۰۱۲-۶
- لایل استوارت در باکارات (۱۹۹۷)، شابک ‎۹۷۸-۱-۵۶۹۸۰-۱۰۵-۵ شابک ‎۰۸۱۸۴۰۷۱۷۴